# República Soviética de Odessa
```
   |-
       |
Erro:
:  
valor não especificado para "
nome_comum
"
```

A República Soviética de Odessa (em russo:  Одесская советская республика; em ucraniano:  Одеська Радянська Республіка, transl. Odeska Radianska Respublika) foi uma entidade estatal com centro na cidade de Odessa, que existiu em parte dos território do Gubernia de Kherson e Gubernia da Bessarábia do Império Russo.

## História

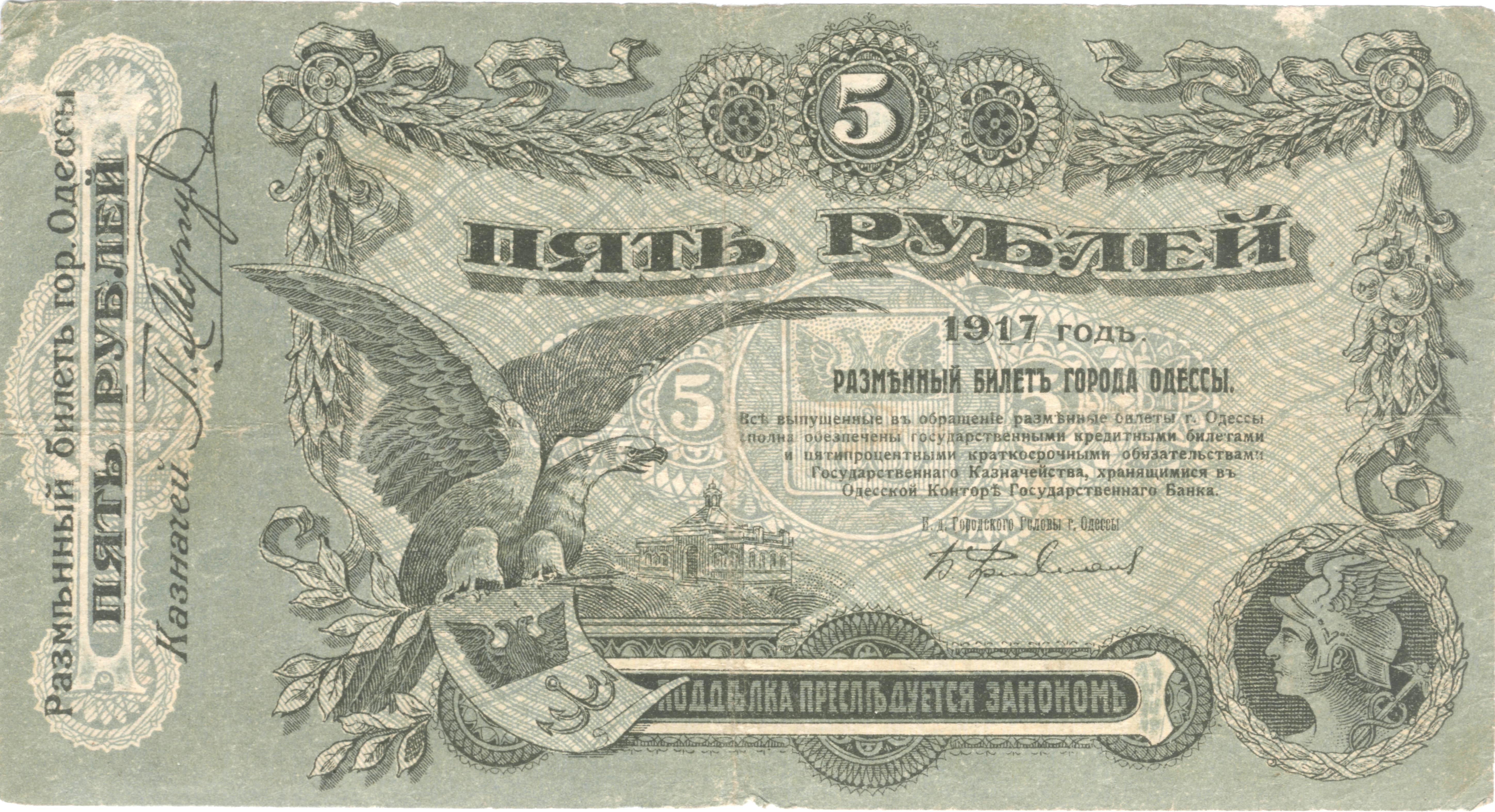
Nota de 5 rublos de odessa.

A república foi proclamada durante a invasão bolchevique da Ucrânia imediatamente antes que as forças bolcheviques expulsassem o governo ucraniano de Kiev e Sfatul Țării proclamasse a independência da República Democrática da Moldávia. O corpo governante do Soviete de Odessa era o Rumcherod, formado em maio de 1917, logo após a Revolução de Fevereiro. Após seu Segundo Congresso, o Soviete da RSO foi presidido por Vladimir Yudovski. Ele havia sido instalado após um golpe de estado pró-bolchevique organizado pelo Narkom Nikolai Krilenko.
Em janeiro de 1918, Yudovski foi nomeado presidente do Conselho local dos Comissários do Povo e formou um governo que incluía bolcheviques, anarquistas e membros do Partido Socialista-Revolucionário. O governo proclamou Odessa uma cidade livre e prometeu fidelidade ao governo bolchevique em Petrogrado. No mês seguinte, o governo foi liquidado por Mikhail Muraviov e se fundiu com o Comitê Executivo Central regional Rumcherod.
A cidade emitiu seus próprios selos postais e dinheiro. Em meio à instabilidade gerada pela Guerra Civil Russa, estes tinham um valor maior do que o dinheiro emitido pelo antigo governo central czarista.
A instabilidade política fez com que a RSO não fosse reconhecida por nenhum outro governo, incluindo os bolcheviques russos, durante sua breve existência. A República não conseguiu impedir a ocupação romena da Bessarábia, uma região que reivindicou. Deixou de existir completamente quando foi demitido por tropas alemãs e austro-húngaras em 13 de março de 1918, dois meses após sua criação, após o Tratado de Brest-Litovski entre as Potências Centrais, a República Popular da Ucrânia e o Sovnarkom de Petrogrado. O governo e o exército evacuaram primeiro para Nikolaiev, depois para Sebastopol e finalmente para Rostov-on-Don.